# Molești, Glodeni
Molești este un sat din cadrul comunei Camenca din raionul Glodeni, Republica Moldova.

## Demografie
Conform recensământului populației din 2004, satul Molești avea 141 de locuitori: 139 moldoveni/români și 2 ucraineni.